# Vojan Tihomir Arhar
Vojan Tihomir Arhar, slovenski pesnik, pisatelj, publicist, bibliotekar, profesor, * 20. julij 1922, Ljutomer, † 10. november 2007

## Življenje in delo
Rodil se je očetu Antonu in materi Lidiji (rojena Zagorjan).
Vojan Tihomir Arhar se je rodil v Ljutomeru. Hodil je v osnovno šolo na Ledini. Obiskoval je gimnazijo v Celju in Vojvodini. Med drugo svetovno vojno je bil nekaj časa v mladinskih taboriščih Gonars in Monigo-Treviso, kjer je leta 1943 maturiral. Po osvoboditvi, leta 1945, se je vpisal na Filozofsko fakulteto v Ljubljani, kjer je diplomiral iz zgodovine, zemljepisa in psihologije. Po diplomi je delal kot bibliotekar v NUK-u, bil je profesor, samostojni svetovalec, nekaj časa je delal tudi v prehodnem mladinskem domu na Kodeljevem, nato pa še kot dokumentalist v upravnih zavodih idr. Umrl je v 85. letu starosti.
Pisati je začel že v osnovni šoli, vendar so bila pesniška in prozna dela, do konca njegovih dijaških šolskih dni, izgubljena.
Arhar je svoj literarni opus začel ustvarjati v šestdesetih letih dvajsetega stoletja, ko je začel pisati pesmi, uganke in kratko prozo za otroke in mladino. Svoja dela je redno objavljal v revijah Ciciban, Cicido, Galeb, Kekec, Kurirček, Mladi rod, Pastirček, slišali smo jih lahko tudi v oddajah Radia Slovenija. Arhar je kot pesnik za otroke  izbiral in uporabljal različne motive in oblike. Gre predvsem za motive živalskega sveta in glasovno slikanje. Njegove pesmi so v večini kratke (štirivrstičnice), enostavne in zvočne s slikovito in jasno miselno poanto. Zanj sta značilna modernistični, svoboden verz in tradicionalen način pisanja. Nekaj njegovih pesmi je uglasbenih (npr. Mucek, ki jo je uglasbil Janez Bitenc).

Med njegovimi deli prevladujejo drobne pesniške slikanice (npr. Letni časi), obsežnejših zbirk je manj (npr. Ogenjček). Njegova prva objavljena knjiga je zbirka pesmi z naslovom Sončne statve (1970), ki jo je napisal skupaj s F. Lakovičem in N. Maurer. Dve leti kasneje so izšle preproste igrive pesmi o živalih z naslovom Capljači (1972). Sledile so slikanice s kratkimi pesmimi o živalih in letnih časih, to so: Kresnice (1974), Letni časi (1979) in Cvetne trate v soncu zlate (1982).
  Obsežnejšo zbirko Ogenjček (1980) sestavljajo krajše pesmi o živalih in otroških lastnostih (npr. sladkosnednost), zadnji razdelek Ogenjčka tvorijo uganke, to so: 99 orehkov (1994), Uganke (1998). Pesniška zbirka Palčki (1994) govori o palčkih z inovativnimi imeni (npr. Šolček, Trepetalček). V zbirki Svetilke neba (1993) so zbrane zahtevnejše pesmi o soncu, luni, zvezdah in človeškem svetu. V zbirki Cvilirepki pa se pesnik vrača k preprostim pesmim o živalih. Arharjevih proznih zbirk je manj: zgodbe o živalih so zbrane v Zapiskih veselega vrabčka (1991), Govori sveti Miklavž (1994) je legenda v slikanici, Zgodbe o sanjaču (1997) so kratke pripovedi o dečku. 
   
Poleg del za otroke je Arhar napisal tudi dve pesniški zbirki za odrasle (Šepetanje duše, Pozabljena lutnja) in še nekaj publicističnih del (Med molitvijo in zdravilnimi rastlinami, Oživljena tihota).